# Сан-Джованні-дей-Фіорентіні

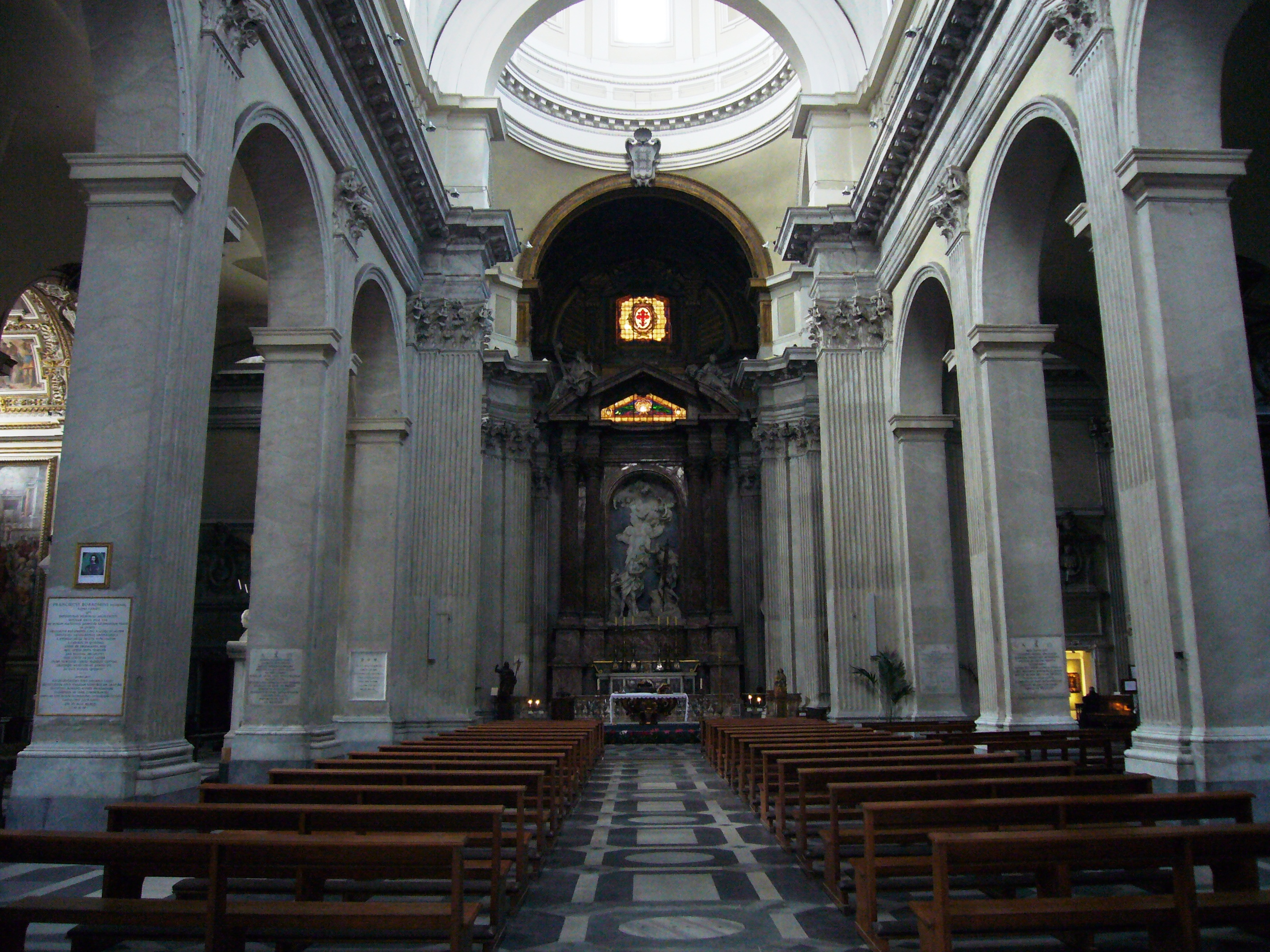
Центральна нава

Церква Сан-Джованні-дей-Фіорентіні, побудована для громади флорентійців в Римі.
Будівництво у 1509 році почав Антоніо да Сангалло мл., Потім будувалася під керівництвом інших архітекторів. 1559 року Мікеланджело Буонарроті отримав замовлення на креслення для церкви від Козімо I Медічі, герцога Тосканського. Проєкт Мікеланджело було відхилено. Спорудження храму було завершено через сторіччя: купол зведений за проєктом Карло Мадерно (1620 рік) який пізніше тут був похований. Фасад добудований у XVIII столітті. Над інтер'єром працювали перш за все тосканські майстри.

## Інтер'єр церкви
Примітна статуя св. Івана, роботи Міно Вуль Реаме, Антоніо Раджі — автор мармурової скульптурної групи «Хрещення Христа» у головного вівтаря.

Вівтар — остання робота Борроміні, який також похований в Сан Джованні деї Фіорентіні.

## Титулярна церква
Церква Сан-Джованні-дей-Фіорентіні є титулярною церквою, кардиналом-священиком з титулом церкви Сан-Джованні-дей-Фіорентіні з 24 березня 2006 року, є італійський кардинал, архієпископ Болоньї Карло Каффарра.